# IJplein

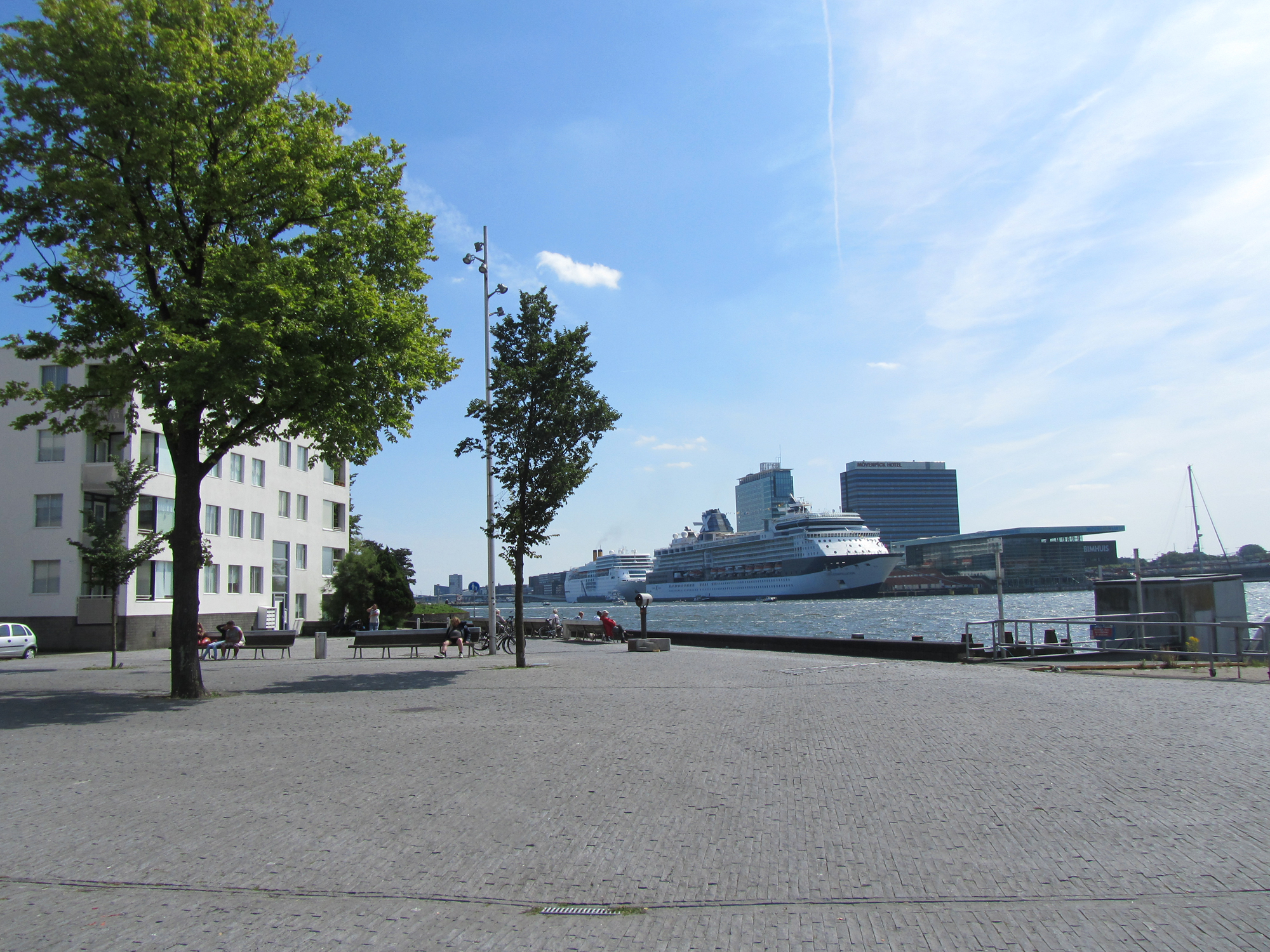
Pontplein

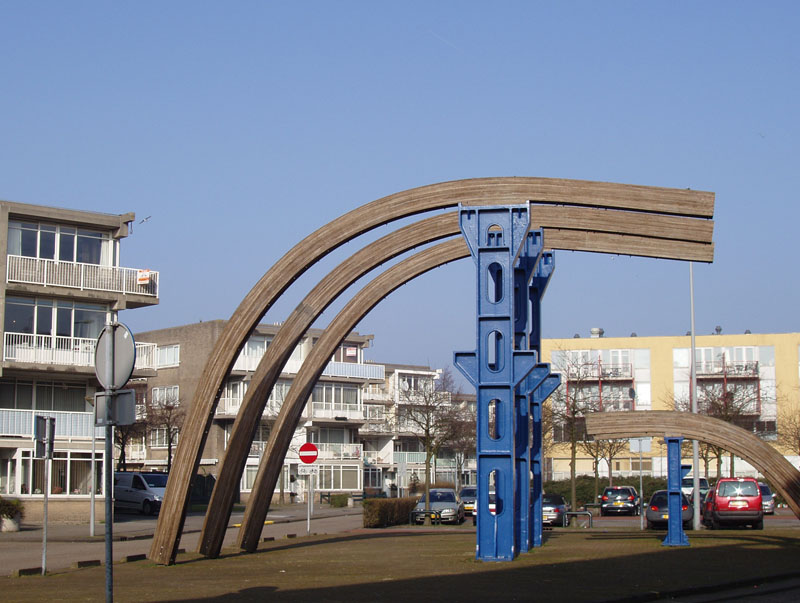
Het Dok met het Monument voor de scheepvaart.

IJplein is een geografische tenaamstelling voor vier gebieden in Amsterdam-Noord (van klein naar groot):
- het daadwerkelijke IJplein (zie daar)
- beschermd stadsgezicht IJplein (zie onder)
- de buurt IJplein en omstreken, kortweg IJplein (wijk NL04, zie onder)
- de wijk IJplein/Vogelbuurt

## Buurt
De stadsbuurt IJplein ligt in het stadsdeel Amsterdam-Noord. Ze is sinds 22 maart 2022 na een administratieve herindeling in wijken gelegen tussen het Noordhollandsch Kanaal (west),  Meeuwenlaan (noord), Motorwal (oost) en Noordwal (zuid).. Die Noordwal is de plaatselijke noordelijke kade van het IJ alleen toegankelijk voor voetgangers en biedt door middel van zitbankjes een goed zicht op het IJ. Het pad wordt onderbroken door het opvallende gebouw Wilhelmina Dok met horeca en terras; het was echter niet zo opvallend; het werd in 2005 door een cruiseschip aangevaren. Een ander opvallend gebouw is dat van Jongerencentrum De Valk aan de Meeuwenlaan. De Sixhaven maakt onderdeel uit van de buurt.
In de zuidpunt is een apart pleintje gereserveerd genaamd Pontplein voor vertrek en aankomst van een van de Amsterdamse veren, het IJpleinveer.
In de buurt wonen volgens gegevens juli 2022 circa 2450 inwoners.

## Geschiedenis
De buurt valt in drie delen uiteen. In het westen ligt de “oude” Sixhaven, vervolgens centraal het plein IJplein los daarvan een oostelijk deel. Dat oostelijk deel kreeg straatnamen die verwijzen naar de scheepsreparatiewerf ADM (Amsterdamsche Droogdok Maatschappij) die hier van 1879 tot 1980 gevestigd was. Centraal in dat deel van de buurt ligt stadsplein Het Dok, ook al een verwijzing naar de ADM.

## Opzet
Kort na het vertrek van de laatste industrie in 1980 is hier het tiendaagse Festival of Fools gehouden. Daarna is alle industriële bebouwing gesloopt en de insteekhaven gedempt. Het stedenbouwkundig plan voor de nieuwbouw is gemaakt door Rem Koolhaas en Jan Voorberg (OMA). Dit plan voorzag in woonblokken met sociale woningbouw die voor een groot deel dwars op de richting van het IJ staan. Hierdoor kregen ze allemaal uitzicht op het IJ. Ook aan de inrichting van woonomgeving besteedden Koolhaas en Voorberg onder invloed van de aanstaande bewoners tot in detail aandacht, wat nog steeds te zien is aan de groene binnenterreinen. De woningen zijn tussen 1980 en 1987 gebouwd.
Er werd een aantal architecten ingeschakeld. Zo ontwierp Hein van der Meer de stadsvilla's aan het IJplein zelf; de architecten Kees de Kat en Dick Peek ontwierpen de zuidelijke gevelwand van Het Dok richting het IJ; Sier van Rhijn ontwierp de rijtjeswoningen aan Gieterij en Smederij. Koolhaas zelf verzorgde de afsluiting met een lange strook bebouwing aan de Motorwal (het gebouw met de drakenrug) met winkels en buurtcentrum De Meeuw; hij is ook verantwoordelijk voor het ontwerp van de school.
De gedempte insteekhaven van de scheepsreparatiewerf zou volgens het plan vrij van bebouwing gehouden worden, maar is aan de IJ-kant gedeeltelijk bebouwd met noodgebouwen van een basisschool.
Het IJplein werd onderscheiden met de Amsterdamse Woningbouwprijs 1984. De vierkoppige jury kon het niet eens worden:
- architectuurcriticus Mildred Schmertz en architect Ionel Schein waren voor het stadsplan van Theo Bosch in de Nieuwmarktbuurt met het argument "sociale woningbouw op dure grond"
- Geert Bekaert ("vuist voor sociale woningbouw") en architectuurhistoricus Francesco Dal Co ("breuk met oude traditie") voor IJplein

Juryvoorzitter Jan Vrijman moest de knoop doorhakken. De prijs werd uitgereikt door Wouter Gortzak van Het Parool.

## Beschermd stadsgezicht
Door de komst van de Metrolijn 52 (NoordZuidlijn) kreeg Amsterdam-Noord met een grote ontwikkeling te maken. Er moesten wijzigingen in de verkeersstromen doorgevoerd worden hetgeen tot resultaat zou hebben dat een deel van de buurt aan de westzijde plaats moest maken voor bijbehorende infrastructuur. Onder meer Erfgoedvereniging Heemschut was van mening dat het ensemble van woningen behouden moest worden als gezicht van de Amsterdamse Stadsvernieuwing van de jaren tachtig van de 20e eeuw. Onderzoeken leidden ertoe dat de buurt, zonder Sixhaven en Voormalige Schutsluis Willem III, op 17 december 2020 tot gemeentelijk beschermd stadsgezicht werd aangewezen.

## Afbeeldingen

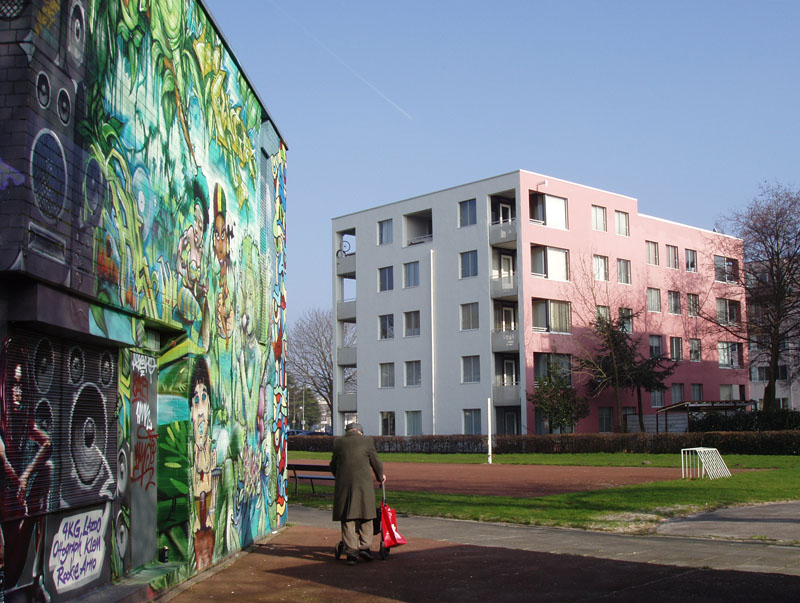
Achterkant van jongerencentrum De Valk en woongebouwen aan de Meeuwenlaan.
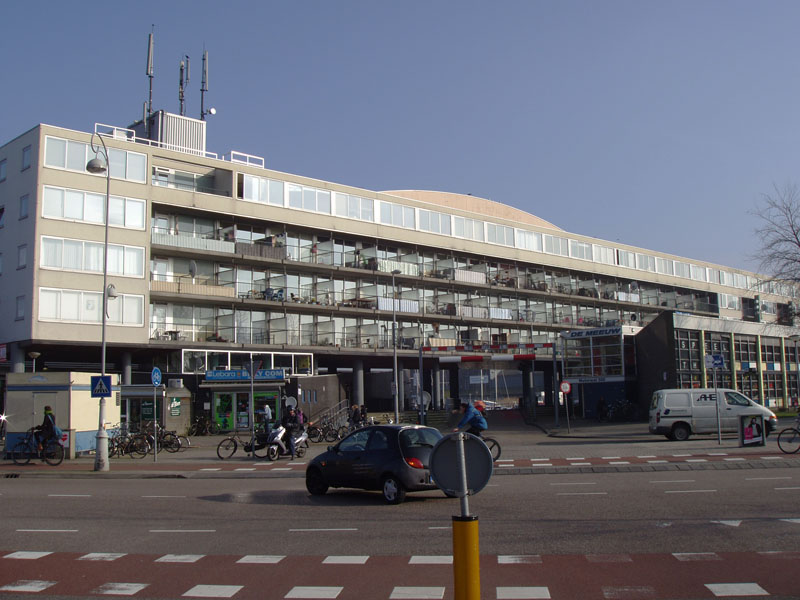
Gebouw met woningen, winkels en buurtcentrum ontworpen door Rem Koolhaas.
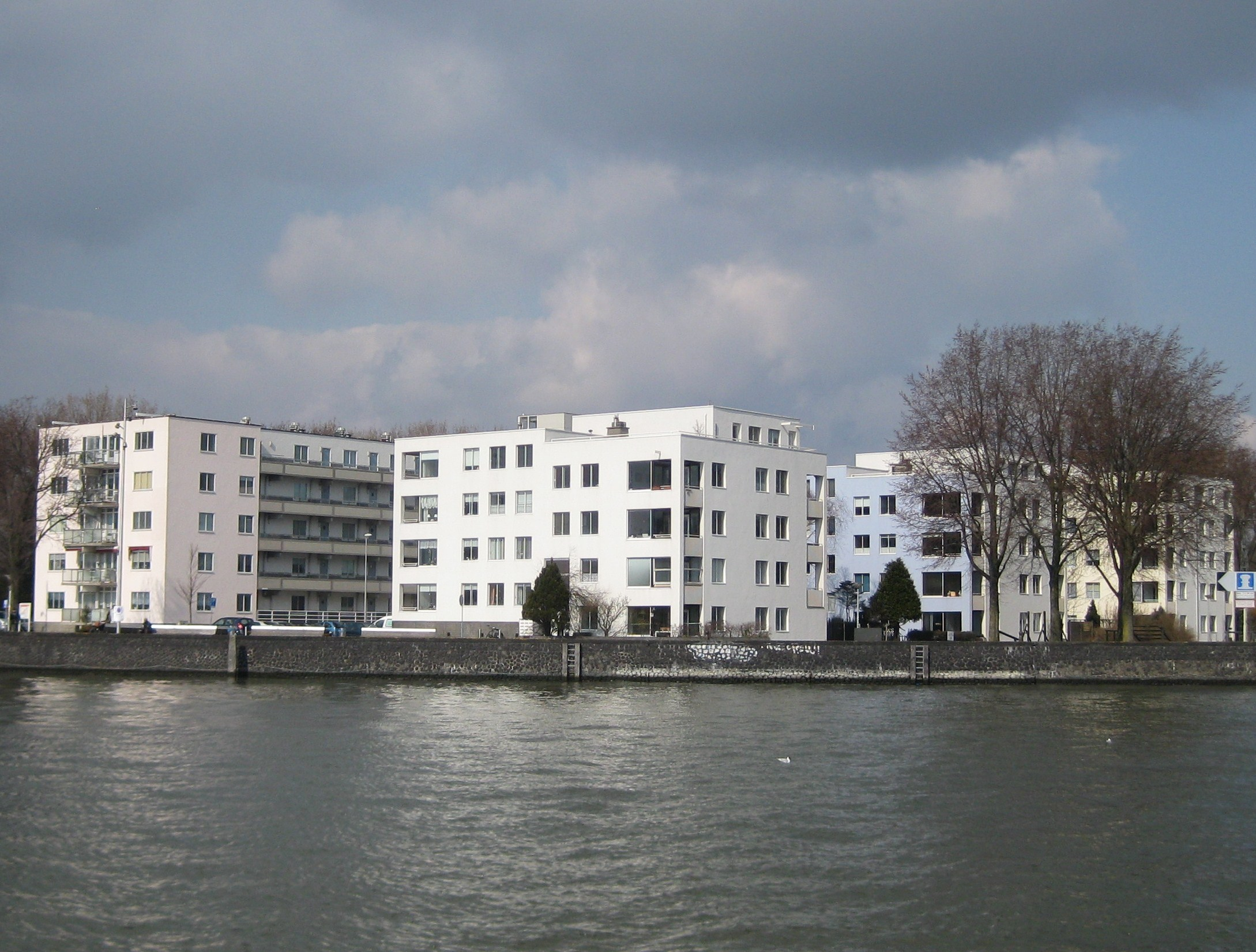
Het IJplein vanaf het IJ.
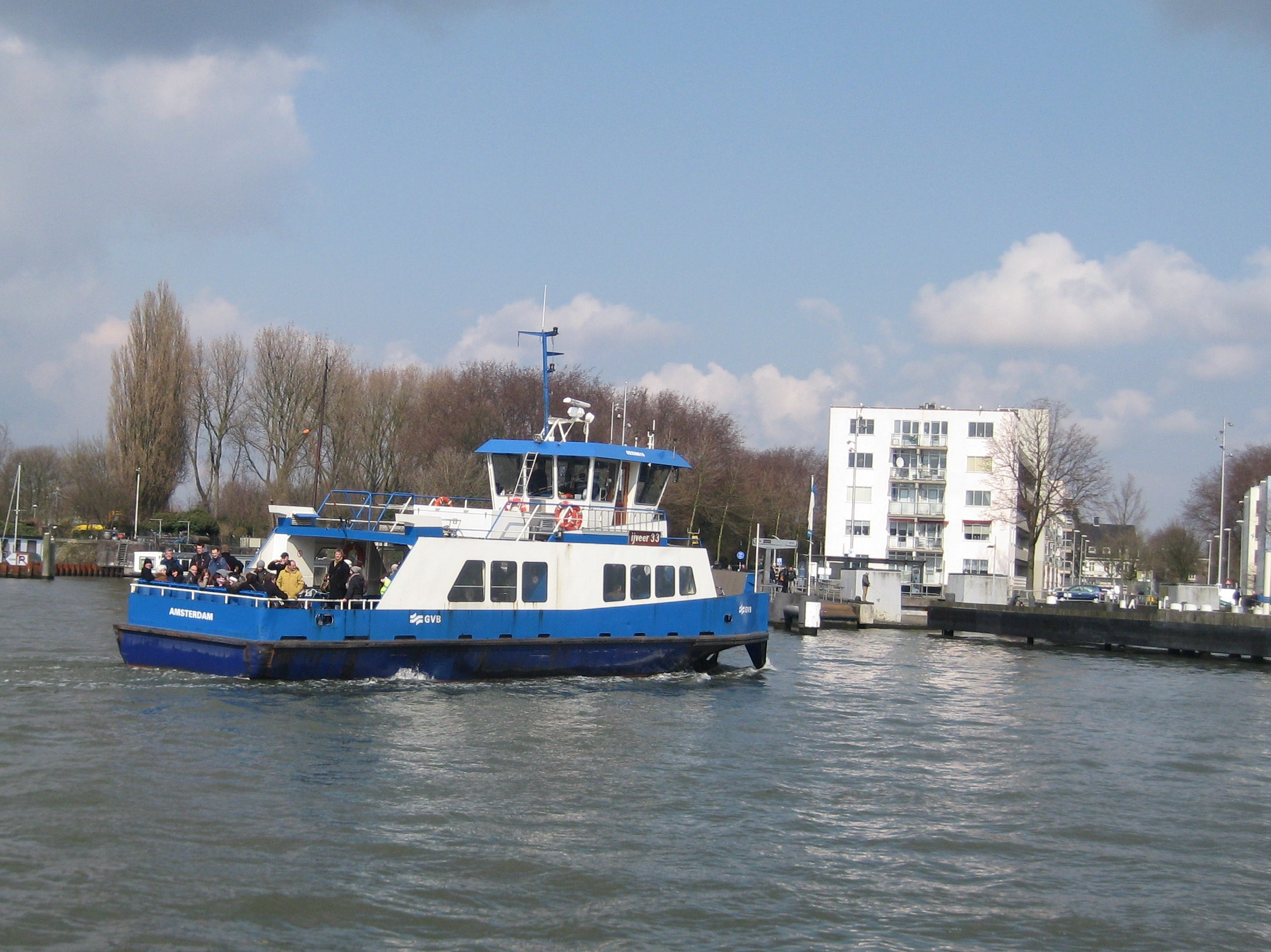
IJveer 33 naar het IJplein.
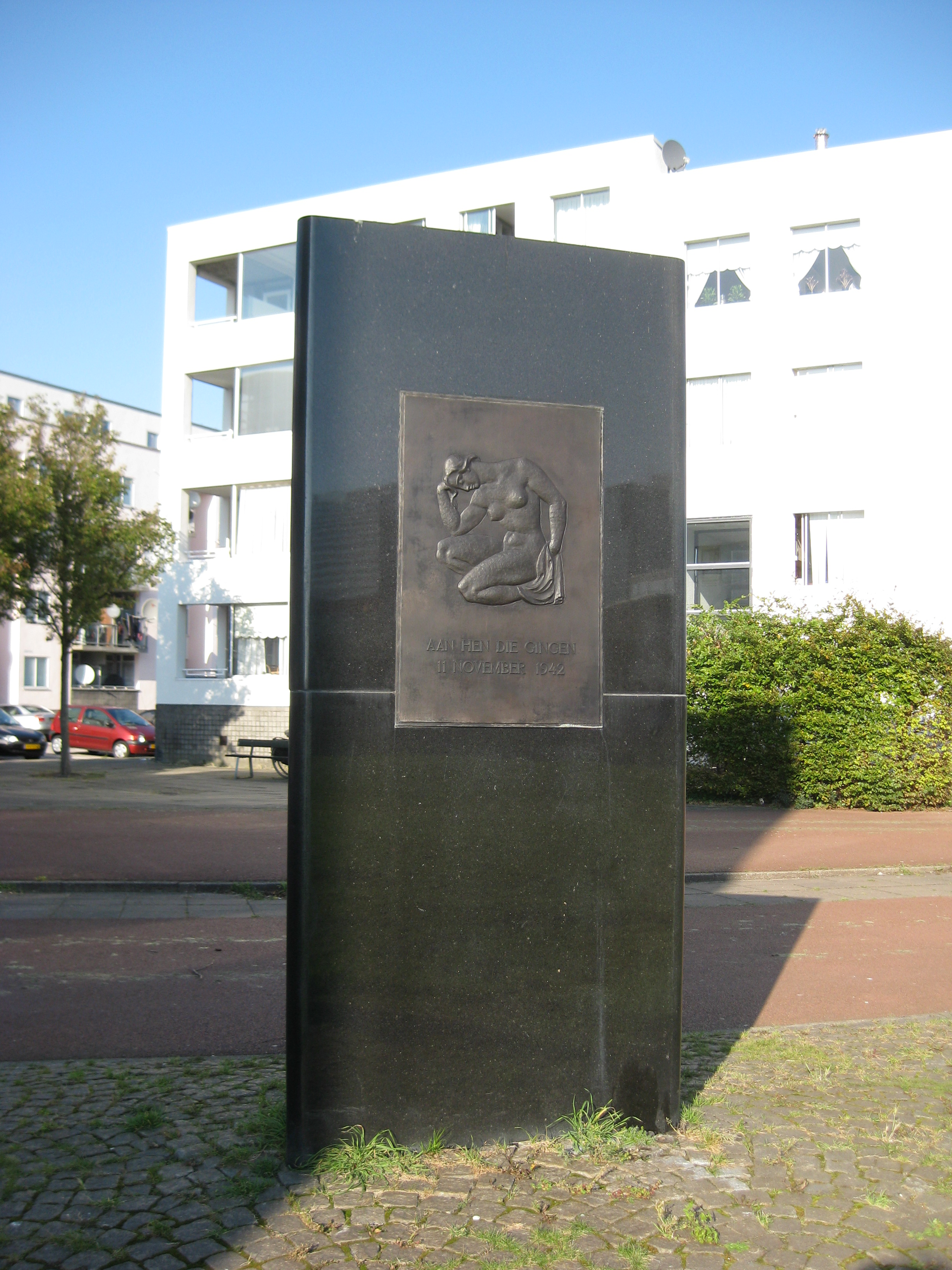
Monument Hollandia Kattenburg

Rijksmonumenten:
Centrum ·
Nieuw-West ·
Noord ·
Oost ·
West ·
Zuid ·
Zuidoost ·
Weesp
Gemeentelijke momumenten:
Centrum ·
Nieuw-West ·
Noord ·
Oost ·
West ·
Zuid ·
Zuidoost ·
Weesp
Beschermde Stadsgezichten:
Rijks: 
Binnen de Singelgracht · 
Nieuwmarktbuurt · 
Noord · 
Plan Zuid · 
Weesp

Gemeentelijk: 
Bijlmermuseum · 
Van Eesteren Museum · 
Sloterplas · 
IJplein · 
Plan van Gool
Beschermde Dorpsgezichten:
Rijks: 
Durgerdam ·
Holysloot ·
Ransdorp

Gemeentelijk: 
Sloten
Overig:
Werelderfgoed · 
Nationale landschappen · 
Provinciale monumenten · 
Oorlogsmonumenten
 Abberdaan · Admiralenbuurt · Amstel III · Amsteldorp · Amstelkwartier · Andreas Ensemble · Apollobuurt · ArenAPoort · Bajeskwartier · Banne Buiksloot · Bedrijventerrein Sloterdijk · Bellamybuurt · Betondorp · Bijlmer · Binnenstad · Bloemenbuurt · Borgerbuurt · Borneo · Bos en Lommer · Buiksloot · Buiksloterham · Buikslotermeer · Buiteneiland · Buitenveldert · Bullewijk · Burgwallen Oude Zijde · Burgwallen Nieuwe Zijde · Centrum Amsterdam Noord · Centrumeiland · Chassébuurt · Chinatown · Cremerbuurt (Amsterdam) · Cruquius · Czaar Peterbuurt · Da Costabuurt · Dapperbuurt · De Aker · De Baarsjes · De Bongerd · De Eendracht · De Heining · De Krommert · De 9 Straatjes · De Omval · De Pijp · Diamantbuurt · Driemond · Disteldorp · Dubbele Buurt · Duivelseiland · Duvelshoek · Elzenhagen · Erasmusparkbuurt · Floradorp · Frederik Hendrikbuurt · Funenpark · Gaasperdam · Gein · Geuzenveld · Gibraltarbuurt · Gouden Reael · Gulden Winckelbuurt · Grachtengordel · Haarlemmerbuurt · Hallenkwartier · Haven-Stad · Haveneiland · Havenstraatterrein · Helmersbuurt · Het Funen · Holendrecht · Hoofddorppleinbuurt · Houthaven · IJ-oevers · IJburg · IJdock · IJplein · Indische Buurt · Jan Maijenbuurt · Java-eiland · Jeruzalem · Jeugdland ·Jodenbuurt · Jordaan · Julianapark · Kadijken · Kadoelen · Kattenburg · Kinkerbuurt · KNSM-eiland · Kolenkitbuurt · Kop van Jut · Van der Kunbuurt · Laan van Spartaan · Landlust · Landstrekenbuurt · Lastage · Leidsebuurt · Lutkemeer · Marathonbuurt · Marineterrein · Marken · Marktkwartier · Medisch Centrum Slotervaart · Mercatorbuurt · Middelveldsche Akerpolder · Molenwijk · Museumkwartier · Nellestein · Nieuw Sloten · Amsterdam Nieuw-West · Nieuwe Pijp · Nieuwendam · Nieuwendammerdijk en Buiksloterdijk · Nieuwendammerham · Nieuwezijde · Nieuwmarkt · Noorderhof · Noordoever Sloterplas · Noordse Bos · Olympisch Kwartier · Omval · Ookmeer · Oostelijk Havengebied · Oostelijke Eilanden · Oostelijke Handelskade · Oostenburg · Oosterdokseiland · Oosterparkbuurt · Oostoever Sloterplas · Oostpoort · Oostzanerwerf · Osdorp · Oud Osdorp · Oud-Oost · Oud-West · Oud-Zuid · Oude Pijp · Oudezijde · Overamstel · Overhoeks · Overtoombuurt · Overtoomse Buurt · Overtoomse Veld · Park Haagseweg · Park de Meer · Plan van Gool · Plan West · Plan Zuid · Planciusbuurt · Plantagebuurt · Postjesbuurt · Prinses Irenebuurt · Rapenburg · Reigersbos · Riekerpolder · Rieteilanden · Rietlanden · Rivierenbuurt · Robert Scottbuurt · Roeterseiland · Ruigoord · Schinkel (bedrijventerrein) · Schinkelbuurt · Science Park · Sloten · Sloterdijk · Sloterdijk-Centrum · Slotermeer · Slotervaart · Sluisbuurt · Spaarndammerbuurt · Spieringhorn · Sporenburg · Sportheldenbuurt · Staatsliedenbuurt · Stadionbuurt · Steigereiland · Strandeiland · Teleport · Transvaalbuurt · Trompbuurt · Tuindorp Buiksloot · Tuindorp Buiksloterham · Tuindorp Nieuwendam · Tuindorp Oostzaan · Tuttifruttidorp · Van Tijenbuurt · Uilenburg · Universiteitskwartier · Valkenburg · Van der Kunbuurt · Van der Pekbuurt · Van Lennepbuurt · Venserpolder · Vlooienburg · Vogelbuurt · Vogeldorp · Vogeltjeswei · Volewijck · Vondelparkbuurt · Vrije Geer · Waalseiland · Watergraafsmeer · Waterlandpleinbuurt · Waterwijk · Weesp · Weesperbuurt · Weespertrekvaartbuurt · Weesperzijde · Westelijke Eilanden · Westelijke Tuinsteden · Westerdokseiland · Westerpark · Westpoort · Willemspark · Wittenburg · Zeeburg · Zeeburgereiland · Zeeheldenbuurt · Zuidas · Zuideramstel